# Fiskars SingleStep

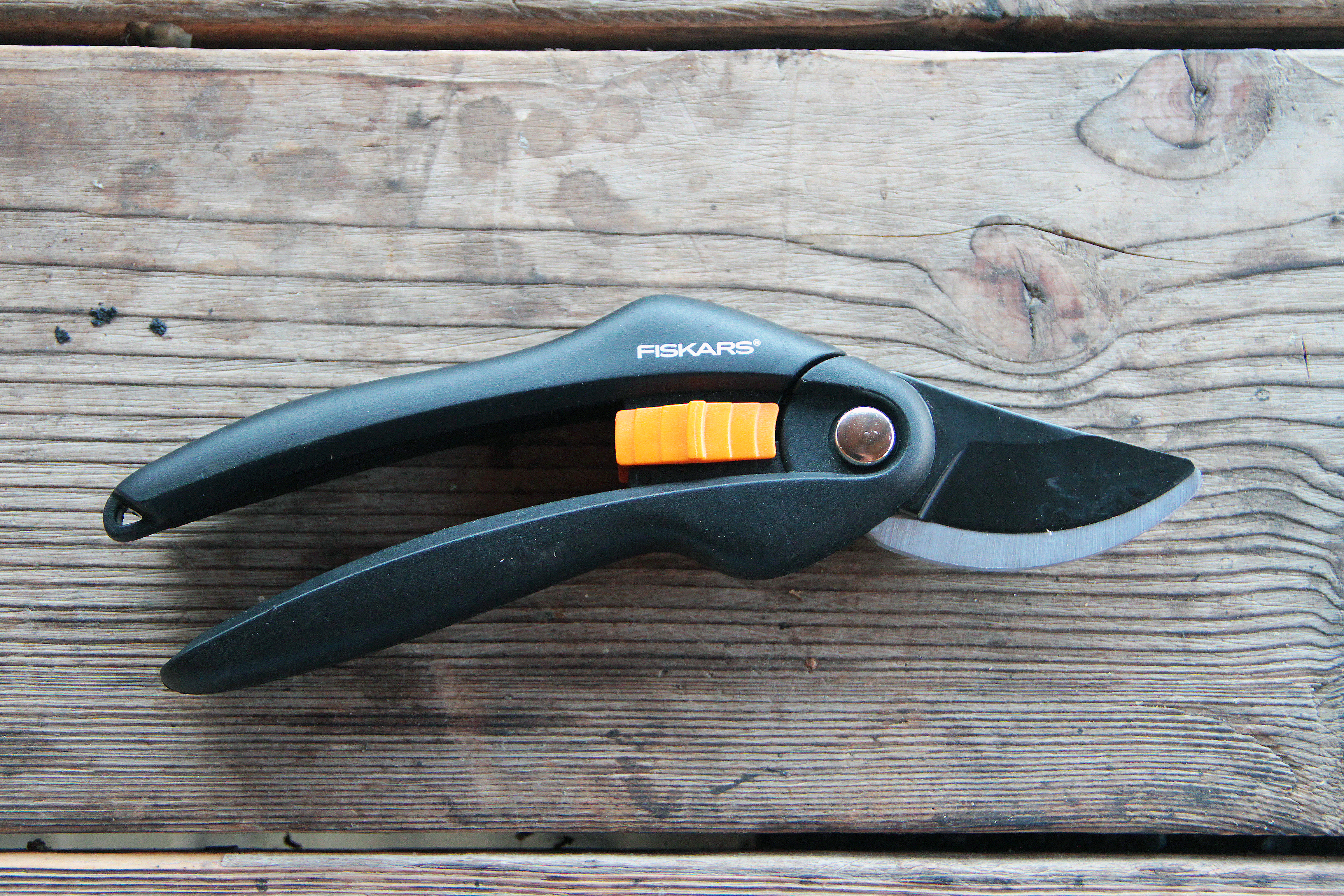
Площинний секатор SingleStep™ P26

Fiskars SingleStep™ — серія інструментів виробництва Fiskars (Фінляндія). У 2011 році серія відзначена престижною нагородою у галузі дизайну Red Dot Design Award (Німеччина). 
Серія скаладається із 2 секаторів і 2 ножиць: 
| Контактний секатор Single Step™ P25                                   |
| --------------------------------------------------------------------- |
| Тефлонове покриття верхнього леза, нижнє лезо з поліаміду             |
| Леза з вуглецевої сталі                                               |
| Підходить як для правшів, так і для лівшів                            |
| Підходить для підрізування сухих і твердих гілок; діаметр зрізу Ø22мм |
| Довжина: 200 мм, вага: 196 г                                          |

| Площинний секатор Single Step™ P26                             |
| -------------------------------------------------------------- |
| Тефлонове покриття верхнього леза                              |
| Леза з вуглецевої сталі                                        |
| Підходить як для правшів, так і для лівшів                     |
| Підходить для підрізування живої деревини; діаметр зрізу Ø22мм |
| Довжина: 208 мм, вага: 200 г                                   |

| Універсальні ножиці Single Step™ SP27                                                          |
| ---------------------------------------------------------------------------------------------- |
| Підходить для різання різних матеріалів: тонких листів металу, пластмаси, труб, шлангів та ін. |
| Підходить як для правшів, так і для лівшів                                                     |
| Не підходить для підрізування рослин                                                           |
| Довжина: 206 мм, вага: 196 г                                                                   |

| Універсальні ножиці SingleStep™ SP28                                                           |
| ---------------------------------------------------------------------------------------------- |
| Підходить для різання різних матеріалів: тонких листів металу, пластмаси, труб, шлангів та ін. |
| Леза з вуглецевої сталі                                                                        |
| Підходить як для правшів, так і для лівшів                                                     |
| Не підходить для підрізування рослин                                                           |
| Довжина: 208 мм, вага: 200 г                                                                   |